# Fantino el Viejo
Fantino el Viejo, también conocido como el Caballero (en griego Ἱππονομεύς) o el Taumaturgo (Tauriana, 294 - Tauriana, 24 de julio de 336), fue un cristiano de Calabria, dedicado a la oración y amigo de los pobres que, en virtud de numerosos milagros, es considerado un santo.

## Biografía
De gran importancia para el conocimiento de la figura de este santo es la biografía escrita en griego por el obispo Pedro de Taureana en el siglo VIII.
Vivió entre los siglos III y IV, nació en una ciudad de Tauriana, bajo el Tirreno de Calabria.
Estaba al servicio de un patricio romano llamado Balsamio, de quien trabajaba como guardián de caballos (de ahí el apodo de caballero con el que es conocido); él era, en secreto, cristiano y trató de ayudar a los necesitados, moliendo, con sus caballos, el trigo de los campesinos pobres. La acción de caridad fue notada por personas malvadas que instigaron a Balsamio a vigilar a Fantino. El joven logró por primera vez, gracias a un primer prodigio, evitar la ira del patricio. Una segunda vez tuvo que huir. Su huida fue interrumpida por las impetuosas aguas del cercano Metauros (hoy Petrace), sin embargo, Fantino, al igual que Moisés, con el látigo y la oración, detuvo las aguas al pasar sobre él "como si fuera tierra firme". Balsamio, al ver este milagro, se rindió, pidió perdón y se convirtió al cristianismo.
Se conocen veinte milagros narrados por el obispo Pedro. Estos incluyen el prodigio del agareno capturado, que tuvo lugar el 24 de julio de 650, vinculado al culto local de la Virgen venerada con el nombre "del alto mar".  En Tauriana se celebró San Fantino. Barcos agarenos se acercaron de repente desde el mar. Uno de estos, que llegó cerca de la playa de Tauriana, fue golpeado por una tormenta repentina y se estrelló contra una roca ubicada al pie de la meseta de la ciudad, debajo del Templo de  Santo. Los agarenos sobrevivientes capturados informaron que habían visto en la roca a un joven con una brasa humeante en la mano y una mujer vestida de púrpura. A un gesto de la mujer, el joven arrojó la brasa al mar causando la tormenta. Los agarenos sobrevivientes se convirtieron al cristianismo y los taurianeses "que participaron en las celebraciones del Santo Dios glorificado".
Fantino murió aproximadamente a los 40 años de edad y fue enterrado en la cripta actual, del período romano bajo la iglesia del siglo XIX, adaptada a la tumba.

## Culto
Hacia finales de la década de 1980, un grupo de jóvenes voluntarios de Palmi fue en busca de una iglesia del siglo XIX dedicada a un santo olvidado, San Fantino il Vecchio, descrito en algunos textos autorizados de historia local. La investigación condujo al redescubrimiento de un antiguo edificio, iglesia y cripta, dedicada al santo, que se encuentra en condiciones de profunda degradación.  La cripta ya había sido identificada por un grupo de hombres locales liderados por el profesor Luigi Lacquaniti en 1952, pero este evento no fue seguido. El grupo de voluntarios comenzó inmediatamente una acción sistemática de participación de las instituciones, de recuperación y mejora del sitio y del santo, resultado históricamente el más antiguo en Calabria que vivió en Taureana de Palmi entre aproximadamente 294 y 336.
El 24 de julio de 1994, el grupo de voluntarios, llamado Movimiento Cultural San Fantino, promovió, con la colaboración de la parroquia local y la comunidad bizantina de Regio de Calabria, la restauración de la antigua fiesta del santo con una procesión de caballos y la Divina Liturgia en griego bizantino animado por un coro especial. En honor al Santo, que vivió durante la época de la iglesia unida, el movimiento promovió reuniones de oración en la cripta entre ortodoxos y católicos.
- Datos: Q3739417